# Джерсийский диалект нормандского языка
Джерсийский диалект нормандского языка — диалект нормандского языка, распространённый на острове Джерси. За последнее столетие этот диалект употребляется всё меньше, а главенствующую роль приобретает английский язык. По данным переписи 2001 года родным языком джерсийский диалект приходится 113 жителям, всего же на нём разговаривают 2874 человека. На джерсийском диалекте выходят газеты и радиопередачи. Несмотря на то, что джерсийский диалект является родным для меньшинства, до XIX века он был основным языком большей части населения Джерси, а до Второй мировой войны на нём могли общаться до половины населения. В сентябре 2005 года парламент Джерси одобрил формирование культурной стратегии, одной из стратегических направлений которой было сохранение джерсийского диалекта. Ратификация Европейской хартии региональных языков для этого языка обсуждается.